# Camarón de Tejeda
Camarón de Tejeda är en kommun i Mexiko.   Den ligger i delstaten Veracruz, i den sydöstra delen av landet, 270 km öster om huvudstaden Mexico City. Antalet invånare är 5 660. Arean är 74 kvadratkilometer.
Terrängen i Camarón de Tejeda är lite kuperad.
Följande samhällen finns i Camarón de Tejeda:
- Mata de Agua
- San Agustín
- Loma Pedregosa
- Plan de Oros
- Santehuaxque
- Paso del Cristo